# DJ Gengis
DJ Gengis, noto anche come DJ Gengis Khan, pseudonimo di Loris Malaguti (Roma, 8 novembre 1982), è un disc jockey e beatmaker italiano, membro del duo romano Rubber Headz.

## Biografia
Cresciuto alla periferia di Roma, Gengis si appassiona molto presto alla musica, avvicinandosi fin dall'adolescenza alla scena rap capitolina e frequentandone i punti di ritrovo storici. Col passare degli anni si specializza nelle tecniche di turntablism e nella produzione di strumentali che lo porteranno a collaborare con molti artisti della scena musicale nazionale e alla vittoria di sei competizioni ufficiali.
Esordisce nel circuito ufficiale delle competizioni per DJ nel 2000, classificandosi al primo posto al DJ trip al Baia Imperiale, Rimini.
Nei cinque anni successivi colleziona altrettante prime posizioni in cinque diversi contest per DJ, seguendo nel frattempo le performance live degli artisti con cui ha collaborato.

### TruceKlan
È del 2005 la prima collaborazione ufficiale di DJ Gengis con il collettivo romano TruceKlan: il lungo rapporto di amicizia con il rapper italiano Noyz Narcos li porta a collaborare in vista del primo album solista di quest'ultimo, Non dormire. 
Da quel momento in poi, ad esclusione fatta per alcuni brevi periodi di assenza, Gengis diventa il DJ ufficiale di Noyz Narcos, curando gli scratch ed alcune produzioni di Verano zombie, Ministero dell'inferno, The Best Out Mixtape, The Best Out Mixtape Vol. 2, Guilty e Monster.

### Altre collaborazioni
Nel 2005 inizia la collaborazione con Alex Britti, con cui collabora alla produzione dell'album Festa, seguendone in seguito il tour tra teatri, festival e show televisivi.
Nel 2006 segue il duo Britti Bennato nella presentazione del loro show. Tra il 2015 e il 2017 ha lavorato come DJ per il rapper Mezzosangue nel suo tour estivo e pre-album.

### Rubber Headz
È dalla collaborazione con l'amico DJ Drugo che, all'interno del two click studio, nasce l'idea di Rubber Headz, progetto nel quale i due fondono ritmi mid tempo, ideali per lo scratch, con contaminazioni musicali che spaziano dalla dubstep al glitch hop e all'electro, utilizzando un vasto numero di strumenti, primo tra tutti il giradischi che li ha resi famosi.

## Discografia
- 2007 - Mixtape Vol.1
- 2008 - Balla coi Lupi con i Colle Der Fomento
- 2008 - Ministero dell'inferno con il TruceKlan
- 2009 - Bulimia Mixtape con DJ Sasan
- 2009 - The Italian Job con DJ Sine
- 2009 - Una Storia Italiana X
- 2009 - El Chupacabras con DJ Mike e DJ Stile
- 2012 - Like a Bird con DJ Drugo
- 2013 - Rome Sweet Home
- 2021 - Beat Coin

### Con Noyz Narcos
- 2008 - The Best Out Mixtape
- 2009 - The Best Out Mixtape Vol. 2

## Premi e riconoscimenti
- 2003 - DJ Trip at Baia Imperiale, Rimini
- 2004 - IHHA Contest, Napoli
- 2004 - Diesel U Music Award, Roma
- 2004 - DMC at Bulk, Milano
- 2005 - Valvascratch at Bulk, Milano
- 2006 - ITF Italia Categoria Scratch, Roma